# Heleioporus barycragus
Heleioporus barycragus és una espècie de granota que viu a Austràlia.